# (13183) 1996 TW
(13183) 1996 TW è un asteroide troiano di Giove del campo greco. Scoperto nel 1996, presenta un'orbita caratterizzata da un semiasse maggiore pari a 5,229949 UA e da un'eccentricità di 0,088731, inclinata di 17,943832° rispetto all'eclittica. Ha un diametro di 41,483 km, un periodo di rotazione di 20,232 ore e  un'albedo di 0,059.